# Cratere Klein
Klein è un cratere lunare di 43,47 km situato nella parte sud-orientale della faccia visibile della Luna.
Il cratere è dedicato all'astronomo tedesco Hermann Joseph Klein.

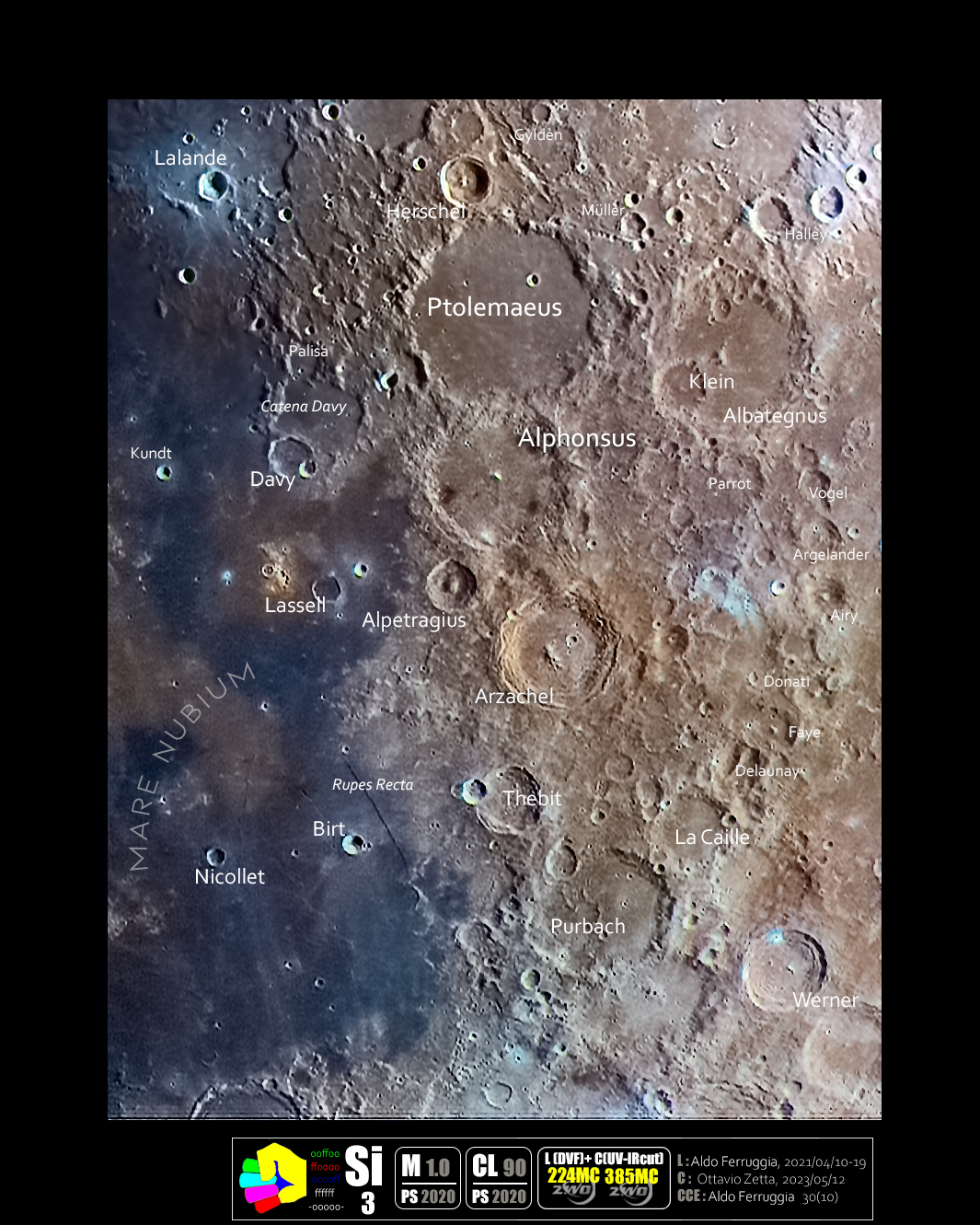
Il cratere(in alto a destra) con le strutture vicine in una Immagine Selenocromatica(Si)

## Crateri correlati
Alcuni crateri minori situati in prossimità di Klein sono convenzionalmente identificati, sulle mappe lunari, attraverso una lettera associata al nome.
| Klein | Coordinate           | Diametro (in km) |
| ----- | -------------------- | ---------------- |
| A     | 11°22′48″S 2°58′48″E | 9,04             |
| B     | 12°31′12″S 1°46′48″E | 5,61             |
| C     | 12°34′48″S 2°32′24″E | 5,21             |